# Brigitte Russ-Scherer
Brigitte Russ-Scherer (* 1956 in Göppingen) ist eine deutsche Juristin und Politikerin (Mitglied der SPD). Sie war vom 11. Januar 1999 bis zum 10. Januar 2007 Oberbürgermeisterin von Tübingen.

## Ausbildung und Beruf
Während ihres Jurastudiums war sie freie Mitarbeiterin und Praktikantin bei der Göppinger Lokalredaktion der Neuen Württembergischen Zeitung. Anschließend absolvierte sie ein Volontariat bei der Südwest Presse in Ulm, welches sie 1981 als Redakteurin abschloss.
Von 1981 bis zum 2. Staatsexamen im Sommer 1984 leistete sie ihr Referendariat ab, bevor sie von 1984 bis 1995 als Richterin  beim Amts- und Landgericht Heilbronn sowie dem Amts- und Landgericht Stuttgart bzw.  als Staatsanwältin (ebenfalls in Stuttgart) arbeitete. In dieser Zeit war sie zweimal beurlaubt, und zwar für die Teilnahme an der Führungsakademie Baden-Württemberg (1987–1988) sowie für die Tätigkeit bei den Ludwigsburger Schlossfestspielen, wo sie von 1989 bis 1993 geschäftsführende Direktorin war. In dieser Zeit war Brigitte Russ-Scherer auch Mitglied im Vorstand der Europäischen Festspielvereinigung sowie an der Pädagogischen Hochschule Ludwigsburg Dozentin für Öffentliches Kulturmanagement. Außerdem war sie im Aufsichtsrat der Ludwigsburger Stadtmarketing-Gesellschaft.
Von 1995 bis zu ihrem Amtsantritt als Oberbürgermeisterin im Januar 1999 war sie Leiterin des Fachbereichs Presse  und Öffentlichkeitsarbeit der Allianz Lebensversicherungs AG.
Seit Oktober 1995 ist sie als Rechtsanwältin zugelassen.
Von 1994 bis 1999 war Brigitte Russ-Scherer ehrenamtliche Geschäftsführerin  der Akademie für gesprochenes Wort, Stuttgart.
Aktuell (Stand 2017) ist sie Vorstandsvorsitzende der Podium Musikstiftung in Esslingen am Neckar.
Sie ist mit Wolfgang Scherer, Richter am Landgericht Stuttgart, verheiratet.

## Politische Tätigkeit
Im Herbst 1998 wurde sie zur Oberbürgermeisterin der Universitätsstadt Tübingen gewählt. Im ersten Wahlgang lag sie noch mit 26,6 % der abgegebenen Stimmen hinter Wolf-Dieter Hasenclever, der für die Grünen antrat. Im zweiten Wahlgang erhielt sie 42 % der Stimmen und somit 1,5 % mehr als Hasenclever. Sie trat ihr Amt am 11. Januar 1999 an und hatte es bis zum 10. Januar 2007 inne. Ihr Nachfolger wurde 2007 der Grüne Boris Palmer, der bei der Oberbürgermeisterwahl im Oktober 2006 bereits im ersten Wahlgang 50,4 % der Stimmen erhielt und sich so gegen Russ-Scherer durchsetzte. Russ-Scherer erhielt 30,2 % der Stimmen.
Als Tübinger Oberbürgermeisterin verfolgte sie die folgenden strategischen Ziele:
- Ausbau des Wissenschaftsstandorts
- Erhalt der lebendigen, historischen Altstadt
- Stärkung der Kulturstadt Tübingen
- Umsetzung der Verwaltungsreform
- Lokale Agenda 21 mit der Verpflichtung zur nachhaltigen Entwicklung

Von 2003 bis 2007 war Russ-Scherer ehrenamtliche Präsidentin des Deutschen Bibliotheksverbands, als solche saß sie auch der Jury des Preises Bibliothek des Jahres vor. Zwischen 2004 und 2007 war sie Präsidentin der Arbeitsgemeinschaft der Europapreisträgerstädte.